# 小越しほみ
小越 しほみ（おごし しほみ、1987年〈昭和62年〉4月6日 - ）は、日本の女性モデル、タレント、レースクイーン。愛称は「しほみん」。愛知県出身。イー・スマイル所属。

## 略歴

### RQデビュー〜デザイナーとして
高校時代、学校祭のファッションショーに参加したのをきっかけにモデルを夢見るようになる。
2009年、パチンコ・パチスロコミュニティサイト「かちぐみPドットコム」で行われた『かちPコンテスト』でグランプリを受賞。後に行われたグランプリ大会でも総合優勝している。 2010年、SUPER GT300クラス「グッドスマイルレーシング」の“レーシングミクサポーターズ”としてレースクイーンデビュー（他メンバー：AYAMI、立花サキ）。23歳の時であった。
2011年、「ZOZOTOWNモデルオーディション」に出場し、準グランプリを受賞。この時期に所属事務所をファクト（業務委託スリーライズ）からレプロエンタテインメントへと移している。2012年2月からは、ZOZOTOWN内に自身のブランド『She for me?』（シー・フォー・ミー）を立ち上げ、デザイナーとしても活動。この時期にはMAキックボクシングのラウンドガールとしての仕事もあった。
2012年12月、「ミスアクション2013」にエントリーし、ファイナリスト20名の中に入るも受賞はならなかった。

### RQ復帰〜フレッシュエンジェルズへ
2014年、IA GIRL STARSの一員として、SUPER GT500クラス「LEXUS TEAM SARD」のレースクイーンを日野礼香と共に担当。自身4年ぶりのRQ活動となった。この時期に所属事務所を現在のイー・スマイルに移している。
2015年と2016年の2年連続で、SUPER GT300クラス「LM corsa TWSプリンセス」として活動。日本レースクイーン大賞2016では特別賞を受賞した。その一方で2015年のスーパーフォーミュラでは「DRAGO CORSE」のレースクイーンを単独で担当。2016年の全日本ロードレース選手権では、同じ事務所の佐崎愛里らと共に「RS-ITOH Will Raise Girls」を務めた。また2016年からは西口プロレスのラウンドガールに就任。以後2020年3月に卒業するまで4年間「西口向上委員会」メンバーを務めた。

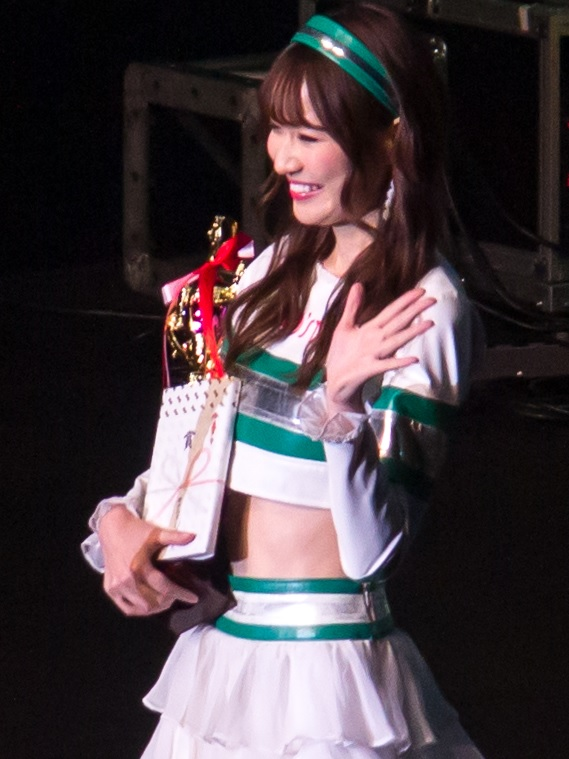
フレッシュエンジェルズ時代の小越しほみ
（日本レースクイーン大賞2018にて）

2017年はD'stationフレッシュエンジェルズのメンバーとして、同年のSUPER GT300クラスのレースクイーンの他、スーパー耐久の公式イメージガールとしても活動。日本レースクイーン大賞2017では、同じフレエンメンバーの安藤麻貴と共にレースクイーン大賞を受賞した。
2018年2月1日、2年連続でD'stationフレッシュエンジェルズメンバーとして活動することを発表。翌2019年1月12日に東京オートサロン2019（幕張メッセ）で発表された『日本レースクイーン大賞2018』では「レースクイーン大賞」および「テレビ東京賞」を受賞。同年3月10日未明放送の『一夜づけ』では、「小越しほみのジェスチャー水族館」と題した持ち込み企画が放送された。同年2月9日-10日には森園れんと共に「TOM'S Lady」として広島トヨペット GR Garage HATSUKAICHI（広島県廿日市市）のオープニングイベントに出演している。

### フレエン卒業後
2019年2月18日、2019年度メンバー発表に伴いフレッシュエンジェルズを正式に卒業。これによりフレエン及びS耐公式イメージガールから昭和生まれ（1987年〈昭和62年〉生）がいなくなった。同年のSUPER GTとスーパーフォーミュラでは、「TEAM TOM'S にゃんこ大戦争ガールズ」（相方：鈴木ちひろ）として、D1グランプリでは、フレエンでも共働した林紗久羅、宮本りお等と共に「VALINO GIRLS」として活動していた。同年4月25日、自身初の写真集『Sea for me』を発表。
しかし2019年9月の東京ゲームショウや同年11月のSUPER GT最終戦を体調不良で欠場。更に新型コロナウイルス感染症流行の影響により、モデル出演した『東京渋谷コレクション』が4月から11月に延期になる等、2020年は目立った活動が少なかったが、2021年4月24日 - 25日に鈴鹿サーキットで行われたスーパーフォーミュラ第2戦では、堀尾実咲と共に「B-MAX Glory Girls」としてスポット参加した。その後2022年7月16日 - 17日に行われた『スーパーフォーミュラ2022・第6戦』（於：富士スピードウェイ）で再びB-MAX Glory Girlsとしてスポット参加（この時の相方は桃原美奈）し、これをもって小越はRQとしての活動を完全に終了。時に35歳であった。

## 人物・逸話
- 趣味はイラストを描くこと。2014年にはイラストレーター&シンガーソングライターの“はぎのゆきえ”と共にクリエイターズユニット「LUNOSUNO」（ルノスノ）としても活動していた[36]。
- コスプレ好きで、撮影会やニコニコ超会議、東京ゲームショウでもコスプレを披露している[37][38]他、日野礼香や天野由加里らと共にコミックマーケットを訪れることもある[39]。
- 姉が1人いる[40]。
- 本人曰く、一番悩まされていたのは熱中症で[34]、フレエン時代の2018年にライブステージを一部欠場したり[41]、2019年のSFもてぎ戦[注 4]では相方の鈴木と共に日曜日の決勝を欠場[42]する等、これ以上熱中症になるのは危険と医者に診断された事がRQ卒業の遠因とされている[34][43]。しかしコロナ禍で卒業を発表するタイミングが合わなかった為[43]、最終的に先述のB-MAX Glory Girlsで区切りを付けた[34][35]。

## 作品

### 写真集
- Sea for me（2019年4月25日、日労研、撮影：久住文高、編集：谷澤宗洋、企画：クイーンズメモリアル製作委員会）ISBN 978-4931562455[動画 1]

## 出演

### テレビ番組
- 中居正広の金曜日のスマたちへ（TBS） - 2011年に赤服メンバーとしてスタジオ出演[44]
- ネプリーグ（フジテレビ） - 再現VTR
- 仰天!満点!ビックリ王国（テレビ朝日、2012年3月24日）[45]
- ランク王国「夏の最新水着ランキング」（TBS、2012年7月21日） - モデル出演[46]
- あなたの知るかもしれない世界（フジテレビ） - 再現VTR
- Mr.サンデー「新万能細胞の発見」（フジテレビ/関西テレビ、2014年2月2日） - 再現VTR、小保方晴子の友人 役[47]
- チェックタイム（TOKYO MX、2014年）
- なないろ日和!（テレビ東京、2014年）
- 所さんの目がテン!（日本テレビ、2014年）
- マシェリバラエティ「西口向上↑↑放送部」（スカパー! 西口EXチャンネル、2016年 - ）
- 東京オーディション（仮）（TOKYO MX、2016年10月 - ）
- 一夜づけ（テレビ東京、2019年3月10日）[22]
- 東京女子コレクション（チバテレ、2022年7月 - ）- レギュラー出演[48]

### インターネット放送
- 古坂大魔王のカツアゲ!（アメーバスタジオ → AbemaTV） - カツアゲガールズとして不定期出演
- 常夏!アメスタ夏ガール☆（アメーバスタジオ、2014年8月17日放送）[49]
- SmileGIRL（マイスマTV、2016年） - メインMC

### CM・広告
- 大磯ロングビーチ（2011年）
- パイオニア「MIXTRAX」（2014年）
- NTT東日本 光フレッツ（2014年）
- 大阪トヨペット（2015年）

### ミュージックビデオ
- 原由子「夢をアリガトウ」（2009年）
- ゆず「LOVE & PEACH」（2011年）
- TRUMP「VIVA!平成」（2018年）[動画 2]

### イベント

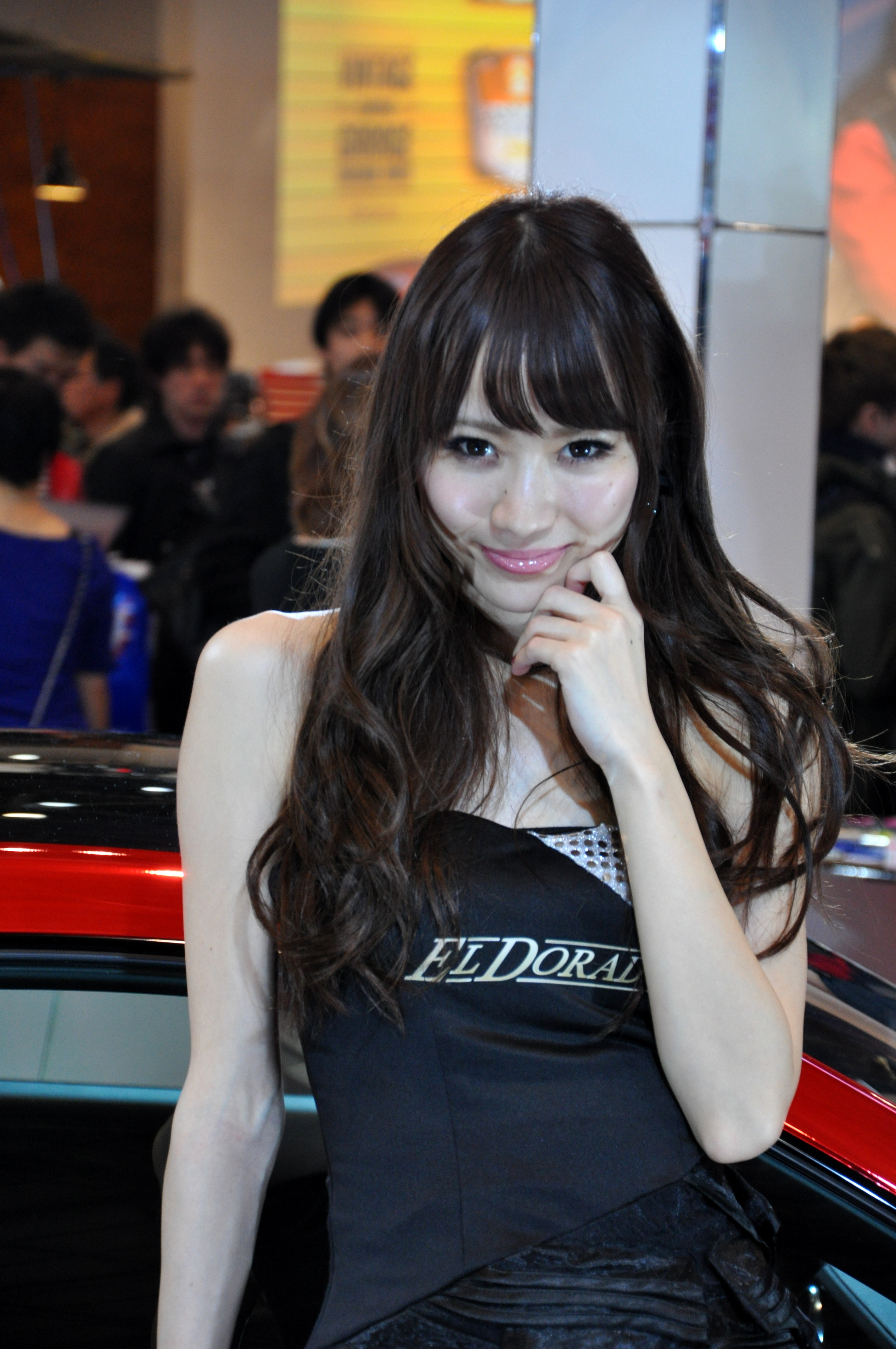
東京オートサロン2014にて

| イベント名           | 出演年：出演ブース | 備考 |
| -------------------- | --- | --- |
| 東京ゲームショウ     | 2010年・2011年：カプコン 2016年：スクウェア・エニックス 2018年 : シリアルゲームズ                                                                 | 2016年：『ファイナルファンタジーXIV』に登場する “ヒューラン”のコスプレを披露                              |
| CP+                  | 2010年・2011年・2019年：タムロン 2015年：オリンパスブースモデル                                                                                   | |
| ニコニコ超会議       | 2015年：スクウェア・エニックス | ヒューランのコスプレを披露                                                                                |
| 大阪オートメッセ     | 2014年・2016年：大阪トヨペット「OTG Motor Sports」                                                                                                | TWSプリンセスとして出演                                                                                   |
| 東京オートサロン     | 2011年：JVCケンウッド 2014年：ELDORADO 2015年：TWSプリンセス 2016年：大阪トヨペット「OTG Motor Sports」 2017年：KENDAタイヤ 2018年・2019年：TOM'S | 2014年：中田美由紀と共演 2017年：立花かな、熊乃あいと共演 2018年：近藤みやびと共演 2019年：森園れんと共演 |
| ナゴヤオートトレンド | 2019年：TOM'S | 森園れんと共演                                                                                            |